# Astiphromma laricis
Astiphromma laricis är en stekelart som beskrevs av Schwenke 1999. Astiphromma laricis ingår i släktet Astiphromma och familjen brokparasitsteklar. Inga underarter finns listade.